# 20874 MacGregor
20874 MacGregor (2000 VL49) là một tiểu hành tinh vành đai chính được phát hiện ngày 2 tháng 11 năm 2000 bởi Nhóm nghiên cứu tiểu hành tinh gần Trái Đất phòng thí nghiệm Lincoln ở Socorro. Nó được đặt theo tên Meredith MacGregor, a student ở Harvard University.